# Обухов, Василий Михайлович
Васи́лий Миха́йлович Обухов (30 декабря 1909 года — 6 мая 1945 года) — советский военный лётчик, заместитель командира эскадрильи 25-го гвардейского авиационного полка 45-й авиационной дивизии дальнего действия 8-го авиационного корпуса авиации дальнего действия, гвардии майор, Герой Советского Союза (1944).

## Биография
Родился в городе Ижевск в семье рабочего. Окончил школу фабрично-заводского ученичества. В 1933 году окончил Балашовскую авиационную школу Гражданского воздушного флота. Работал пилотом Ижевского отряда Гражданского воздушного флота, пилотом Новосибирского авиаотряда ГВФ. В 1940 году в Новосибирске был призван в ряды Красной Армии.

### Великая Отечественная война
В боях Великой Отечественной войны с июня 1941 года. Местом службы являлся 412-й (с августа 1941 года — 432-й, с 3 декабря 1941 года — 746-й) тяжёло-бомбардировочный авиационный полк 81-й авиационной дивизии дальнего действия, самолёты которого базировались на аэродроме в районе города Коврова Владимирской области.
Неоднократно совершал боевые вылеты на бомбардировку важных военных объектов в глубоком вражеском тылу, в том числе в городах Берлин, Данциг (ныне Гданьск, Польша), Кёнигсберг (ныне Калининград), Тильзит, Бухарест, Варшава и советских городов, занятых врагом.
В мае 1942 года ему было поручено в качестве второго пилота (командир экипажа майор Э. К. Пусэп, штурманы: капитаны А. П. Штепенко и С. М. Романов) на бомбардировщике доставить советскую делегацию во главе с Молотовым для переговоров сначала в Великобританию, а затем в США. 19 мая 1942 года тяжёлый 4-моторный бомбардировщик Пе-8 взял курс на Великобританию и далее через Исландию и Канаду — в Вашингтон. Экипаж летчиков-героев лично принимали Уинстон Черчилль и Франклин Рузвельт. 12 июня 1942 года уникальная историческая миссия благополучно завершилась на центральном аэродроме Москвы.
К октябрю 1943 года заместитель командира эскадрильи 25-го гвардейского авиационного полка гвардии майор В. М. Обухов совершил 156 боевых вылетов на бомбардировку важных стратегических объектов в глубоком тылу противника, скоплений его войск.
Указом Президиума Верховного Совета СССР от 13 марта 1944 года за образцовое выполнение боевых заданий командования и проявленные при этом мужество и героизм гвардии майору Обухову присвоено звание Героя Советского Союза с вручением ордена Ленина и медали «Золотая Звезда».
6 мая 1945 года Василий Михайлович Обухов погиб в автомобильной катастрофе. Похоронен в городе Балашов Саратовской области.

## Награды и звания
- Медаль «Золотая Звезда»;
- 2 ордена Ленина, первый за перелёт с Молотовым, второй со званием Героя;
- орден Красного Знамени;
- орден Отечественной войны 1-й степени.

## Память
- Именем Героя названа улица в городе Балашов.
- Мемориальная доска установлена на территории производственного объединения «Ижсталь» в Ижевске.